# Pull (Winger)
Pull è il terzo album in studio del gruppo musicale statunitense Winger, pubblicato il 18 maggio 1993 dalla Atlantic Records.

## Descrizione
L'album presenta un cambio significativo nel sound del gruppo, distaccandosi dal pop metal che aveva caratterizzato i due lavori precedenti, in favore di uno stile più cupo e aggressivo con una buona dose di tematiche sociopolitiche in brani come Blind Revolution Mad, In for the Kill e Who's the One. Nonostante la qualità delle composizioni, l'album si rivelò un insuccesso commerciale e sancì il momentaneo scioglimento del gruppo. Fu registrato dai Winger come trio, in seguito all'abbandono di Paul Taylor dopo il tour promozionale di In the Heart of the Young.

## Tracce
Testi e musiche di Kip Winger e Reb Beach, eccetto dove indicato.
1. Blind Revolution Mad – 5:25
2. Down Incognito – 3:49
3. Spell I'm Under – 3:55 (Winger)
4. In My Veins – 3:14
5. Junkyard Dog (Tears on Stone) – 6:54
6. The Lucky One – 5:20
7. In for the Kill – 4:13
8. No Man's Land – 3:17
9. Like a Ritual – 5:02
10. Who's the One – 5:53

Traccia bonus nell'edizione giapponese
1. Hell to Pay – 3:24

## Formazione

### Gruppo
- Kip Winger – voce, basso, chitarra acustica, tastiere, produzione
- Reb Beach – chitarra solista, cori
- Rod Morgenstein – batteria, percussioni, cori

### Altri musicisti
- Frank Latorre – armonica a bocca in Down Incognito
- Alex Acuña – percussioni in Like a Ritual e Who's the One

### Produzione
- Mike Shipley – produzione, ingegneria del suono, missaggio
- Mike Stock – ingegneria del suono (assistente)
- Ted Jensen – mastering presso lo Sterling Sound di New York

## Classifiche
| Classifica (1993) | Posizione massima |
| ----------------- | ----------------- |
| Giappone          | 22                |
| Stati Uniti       | 83                |